# (15329) Sabena
(15329) Sabena est un astéroïde de la ceinture principale découvert le 17 septembre 1993 à l'observatoire européen austral par l'astronome belge Éric Elst. Sa désignation provisoire était 1993 SN7.
Il porte le nom de la défunte compagnie aérienne nationale belge, la SABENA.